# Jack Donohue
John Francis "Jack" Donohue (Brooklyn, Nova York, Estats Units, 3 de novembre de 1908 - Marina del Rey, Estats Units, 27 de març de 1984) va ser un director, actor, productor i guionista estatunidenc.

## Biografia
Antic component del cor Ziegfeld Follies va ser un enfeinat coreògraf de Broadway durant els anys 1930. Va arribar a Hollywood el 1936 per planejar les danses i coescriure el guió cinematogràfic per al musical Sons o'Guns de Joe Pasternak. Donohue va preparar les coreografies de moltes de les extravagàncies en Technicolor d'Esther Williams. El 1948, va tenir la seva primera oportunitat de dirigir una pel·lícula: Close-up un melodrama d'Eagle-Lion que Donohue també va coescriure.
Tornant a la MGM, Donohue va dirigir Red Skelton a  The Yellow Cab Man (1950) i Watch the Birdie (1951) abans de passar a la Warner Bros., on va retornar als musicals. Durant els anys 1950 i 1960 Donohue era un dels directors principals de sèrie de varietats a la TV amb Red Skelton i Frank Sinatra. El darrer musical de Jack Donohue va ser Babes in Toyland (1961); i va tancar la seva carrera dirigint Sinatra, a Marriage on the Rocks (1965) i  Assault on a Queen (1966)

## Filmografia[2]

### Director
- 1948: Close-Up
- 1950: The Yellow Cab Man
- 1950: Watch the Birdie
- 1951: The Red Skelton Show (sèrie)
- 1954: Lucky Me
- 1961: Margie (sèrie de TV)
- 1961: Babes in Toyland
- 1964: Mr. and Mrs. (TV)
- 1965: Marriage on the Rocks
- 1966: Assault on a Queen
- 1968: Here's Lucy (sèrie de TV)
- 1969: The Brady Bunch (sèrie de TV)
- 1973: Love Thy Neighbor (sèrie de TV)
- 1974: Happy Anniversary and Goodbye (TV)
- 1975: Lucy Gets Lucky (TV)
- 1979: Wally Brown (sèrie de TV)
- 1980: Lucy Moves to NBC (TV)

### Actor
- 1935: Our Little Girl: Actor
- 1936: Rhythm in the Air: Jack Donovan
- 1937: O.H.M.S.
- 1938: Keep Smiling: Denis Wilson
- 1975: Win, Place or Steal: Chairman
- 1975: Lucy Gets Lucky (TV): Ralph

### Productor
- 1962: The Lucy Show (sèrie de TV)

### Guionista
- 1936: Rhythm in the Air
- 1936: Sons o' Guns

## Premis i nominacions
Nominacions
- 1967: Primetime Emmy al millor especial de varietats per Dick Van Dyke Special